# N-640

La N-640 es una vía terrestre española, de las comunidades de Asturias y Galicia.
Comienza en Barres (Castropol, Asturias), en un cruce con la carretera N-634 que va de San Sebastián a Santiago de Compostela, y finaliza en Villagarcía de Arosa (Pontevedra)
Atraviesa ciudades y poblaciones como:
- Villagarcía de Arosa
- Caldas de Reyes
- Cuntis
- La Estrada
- Silleda
- Lalín
- Agolada
- Monterroso - Tras la cual se une a la N-540
- Guntín - Tras la unión de la N-547
- Lugo
- Meira
- Puente Nuevo
- San Tirso de Abres
- Vegadeo
- Castropol

En cuanto a altitud, comienza a 10 metros en Villagarcía de Arosa, en 20 km, en Cuntis, ya se está a 160 metros; en Silleda, a 36 km de Cuntis se está a 493 metros de altitud; en Golada a 28 km, ya son casi 600 metros, 580 metros de altitud; y en Salgueiros, a unos 23 km, se está a 640 metros de altitud.
- Datos: Q2076689
- Multimedia: N-640 / Q2076689